# Библиотека Луи Нотари
Библиотека Луи Нотари — национальная библиотека Монако, основанная в 1909 году. С 1925 года это библиотека обязательного экземпляра в Монако. В ней хранится более 400000 книг. Она названа в честь писателя из Монако Луи Нотари.

## Описание
Фонды библиотеки Луи Нотари имеют около 400000 единиц хранения, представленных работами в следующих областях: французская художественная литература, гуманитарные науки, изобразительное искусство и музыка. Коллекции библиотеки разделены на три комнаты с прямым доступом и архивы, доступные по запросу на персонал.
Антикварная коллекция включает редкие и старинные книги, оригинальные издания с автографами, многочисленную переписку, 1000 старых журналов и 900 художественных книг. Здесь также хранится коллекция из 300 авангардных журналов, в первую очередь футуристических, дадаистских и сюрреалистических.
В 1933 году писатель Поль Жинисти завещал библиотеке 7000 единиц частной коллекции принца Людовика II, состоящей из оригинальных изданий, подписанных автором. В 1997 году Марина Скрябина передала в дар архивы и переписку своего дяди Бориса де Шлёцера, литератора и музыковеда.